# British Aircraft Corporation
British Aircraft Corporation (BAC) var en britisk flyfremstillingsvirksomhed, der blev etableret ved en fusion mellem de britiske flyproducenter English Electric Aviation Ltd., Vickers-Armstrongs, the Bristol Aeroplane Company og Hunting Aircraft i 1960 efter pres fra den britiske regering. Bristol, English Electric og Vickers blev ejere af BAC med ejerandele på 40 %, 40 % og 20 % respektive. Virksomhedens hovedkontor var på toppen af Pall Mall-bygningen i City of Westminster, London.
BAC blev nationaliseret den 29. april 1977 og fusioneret med Hawker Siddeley Group og Scottish Aviation. Den fusionerede virksomhed blev videreført som British Aerospace (BAe), der senere er omdannet til BAE Systems.

## Historie
BAC blev etableret efter at den britiske regering gjorde det klart, at den forventede konsolidering i den britiske forsvars- og flyindustri. Regeringen lovede på den anden side en række fordele for en konsolideret virksomhed i form af kontrakter vedrørende det supersoniske bombefly BAC TSR-2 samt bevarelse af statsstøtte til forskning og udvikling og udvikling af "lovende" nye civile fly.
De tre britiske flyproducenter Vickers, English Electric og Bristol fusionerede herefter i 1960 under navnet British Aircraft Corporation. Det fusionerede selskab havde oprindeligt to divisioner - fly-divisionen under Sir George Edwards og en division til fremstilling af styrede våben (bomber/missiler) under Viscount Caldecote. De tre ejere havde indskudt deres flyaktiviteter i det fælles selskab, der herefter blev videreført som datterselskaber indenfor BAC; "Bristol Aircraft Ltd", "English Electric Aviation Ltd" (med Viscount Caldecote som direktør) og "Vickers-Armstrongs (Aircraft) Ltd" (under Sir George Edwards). BAC ejede også en kontrollerende ejerandel i Hunting Aircraft. De tre ejere af BAC havde fortsat interesser i flyindustrien uden for BAC. English Electric havde Napier & Son flymotorer, Bristol ejede 50% af Bristol Aerojet og Bristol Siddeley flymotorer og mindre investeringer i Westland og Short Brothers & Harland.
Bristols aktiviteter indenfor automobilindustrien blev ikke en del af BAC og drives i dag som Bristol Cars.
BAC videreførte de overtagne flydesigns under de oprindelige navne frem for at anvende BAC som navnet på producenten. Således beholdt eksempelvis passagerflyet VC10 navnet Vickers VC10. Den første model, der fik navnet BAC var BAC One-Eleven (BAC 1-11), en konstruktion oprindeligt udviklet af Hunting Aircraft i 1961.
Bristol havde inden fusionen i 1960 arbejdet med udviklingen af det supersoniske passagerfly Bristol 223. BAC indgik et samarbejde med Sud Aviation om videreudviklingen af projektet, der blev til Concorden. Kontrakter om leveringen af Concorden til Air France og BOAC blev indgået i september 1972.
BAC købte i 1963 missil-divisionerne fra English Electric og Bristol, der herefter blev lagt ind under, British Aircraft Corporation (Guided Weapons). Missil-divisionen opnåede en vis succes med udvikling af missilerne Rapier, Sea Skua og Sea Wolf. BAC udvidede afdelingen til senere at omfatte rumfartsteknologi og indgik i 1966 et succesfuldt samarbejde med Hughes Aircraft, der placerede flere ordrer på systemer til Hughes Intelsat-satelitterne.
Den britiske regering besluttede i april 1965 at skrinlægge udviklingen af det supersoniske bombefly TSR-2. BAC havde udviklet en succesfuld prototype af flyet, med på trods heraf blev projektet stoppet bl.a. som en følge af de betydelige omkostninger, der var knyttet til projektet og som en konsekvens af en ændret militær strategi over for Sovjetunionen. Skrinlæggelsen var et hårdt slag for det nye BAC, der tillige var presset af manglende ordrer fra den britiske regering. BAC fik dog udviklet det civile passagerfly BAC 1-11, hvis succes formentlig reddede selskabets eksistens.
En anden væsentlig faktor i virksomhedens overlevelse i 1960'erne var indgåelsen i 1966 af en række lukrative kontrakter med Saudi-Arabien om levering af flyene Lightning og Strikemaster samt missiler af typen Thunderbird. Leverancerne til Saudi-Arabien er fortsat med senere leverancer af Typhoon-fly.
I maj 1966 etablerede BAC og Breguet (i dag en del af Dassault Aviation) det fælles selskab SEPECAT til udvikling og fremstilling af jagerflyet Jaguar. Den første prototype fløj den 8. september 1968 og flyet er siden solgt til det franske og britiske luftvåben samt en række eksportkunder.
BAC arbejdede i midten af 1960'erne med udviklingen af BAC 3-11, et wide-body passagerfly i stil med Douglas DC-10 og Lockheed TriStar. På trods af, at det britiske nationale luftfartsselskab BEA var villig til at støtte projektet, besluttede den britiske regering imidlertid i 1967 at indgå i et samarbejde med den franske og vesttyske regering om udviklingen af Airbus A300 med plads til 300 passagerer. Den britiske regering ønskede ikke at støtte BAC 3-11 og gav i stedet Hawker Siddeley kontrakten om bygning af vingerne til Airbus A300.
BAC etablerede den 26. marts 1967 et fælles selskab, Panavia Aircraft GmbH, i samarbejde med de europæiske flyproducenter MBB, Fiat og Fokker om udvikling af et multirollefly til afløsning af Lockheed F-104 Starfighter. Panavia udviklede Panavia Tornado, der i stort tal er blevet leveret til bl.a. det tyske og britiske luftvåben.

## Nationalisering
I det meste af BAC's levetid pågik spekulationer om en sammenlægning med Hawker Siddeley. Den 29. april 1977 nationaliserede den britiske regering BAC, Hawker Siddeley og Scottish Aviation, hvorefter de tre virksomheder blev lagt sammen under et nyt selskab: British Aerospace (BAe).

## Produkter
Produkter, der normalt forbindes med BAC-navnet omfatter:

### Fly
- BAC One-Eleven passagerfly
- BAC Strikemaster kampfly
- BAC / Aérospatiale Concorde - supersonisk passagerfly
- BAC TSR-2 Supersonisk bombefly
- BAC / Bristol Britannia - Turboprop passagerfly
- BAC / English Electric Canberra - bomberfly
- BAC / English Electric Lightning - supersonisk jagerfly
- BAC / Vickers Supermarine Scimitar - hangarskibsbaseret kampfly
- BAC / Vickers VC10 - passagerfly
- BAC / Vickers Viscount - Turboprop passagerfly
- BAC / Vickers Vanguard - Turboprop passagerfly
- Panavia Tornado/Panavia Tornado ADV - multirolle kampfly; multinationalt projekt
- SEPECAT Jaguar - jagerbomber; engelsk-fransk joint venture

### Missiler
- BAC Rapier missile jord-til-luft missil
- BAC Sea Skua helikopter baseret luft-til-overflade missil
- BAC Sea Wolf overflade-til-luft missil
- BAC Swingfire anti-tank missil
- BAC / Vickers Vigilant anti-tank missile

BAC fremstillede endvidere Bristol Bloodhound og English Electric Thunderbird missilerne.

### Rumfart
BAC fremstillede en række satellitter
- Ariel 4 - forskningssatellit
- Intelsat - kommunikationssatellit: BAC leverede flere del-systemer til Hughes (den primære producent).[10]
- Prospero X-3 - experimental satellit

## Eksterne links
- Wikimedia Commons har flere filer relateret til British Aircraft Corporation